# Abbassi Madani
Abbassi Madani (* 28. Februar 1931 in Sidi Okba, Französisch-Nordafrika; † 24. April 2019 in Katar) war ein algerischer Erziehungswissenschaftler und islamistischer Politiker. Er war Präsident und ideologischer Führer der Islamischen Heilsfront (FIS).

## Leben
Abbassi Madani wurde als Sohn eines Imams im Südosten des heutigen Algerien geboren. Er erhielt eine traditionelle arabischsprachige Ausbildung mit vorwiegend religiösen Inhalten. Madani war als FLN-Aktivist bei der Eröffnung des Algerienkriegs in der Nacht zum 1. November 1954 beteiligt. Er wurde von der französischen Kolonialmacht für acht Jahre inhaftiert.
Während der 1960er Jahre setzte bei Madani eine Desillusionierung über den Panarabismus ein und er wandte sich dem Islamismus zu. Im Jahre 1963 trat er einer Vereinigung zur Verbreitung islamischer Werte bei, 1966 demonstrierte er gegen die Hinrichtung des Ideologen der Muslimbruderschaft Sayyid Qutb in Ägypten. Madani holte eine westliche Ausbildung nach und belegte Kurse in Psychologie und Philosophie. Er erwarb 1978 ein London einen Doktorgrad in Erziehungswissenschaft und erlangte eine Anstellung an der Universität Algier. An der Universität tat er sich als Wortführer der islamistischen Bewegung hervor. Infolgedessen wurde er während der Regierungszeit von Chadli Bendjedid für vier Jahre inhaftiert.
Nach einer Liberalisierung des politischen Systems durch Bendjedid wurde Madani Präsident und führender Kopf der Islamischen Heilsfront. Die Heilsfront erreichte als Sammlungsbewegung von Gruppen, die auf verschiedenen Wegen einen islamischen Staat in Algerien errichten wollten, große Zustimmung. Ein Militärputsch nach dem nationalen Wahlsieg der FIS 1991/1992 markiert den Beginn des Algerischen Bürgerkriegs, in dem die FIS verboten und zerschlagen wurde.
Madani verbrachte den Krieg bis 1997 im Gefängnis. Er ging auf ein Verhandlungsangebot von Präsident Liamine Zéroual ein und wurde deshalb aus der Haft entlassen. Madani sprach sich 1999 für ein Ende der Gewalt im Bürgerkrieg aus; 2003 ging er ins Exil nach Katar.